# Kong (band)
Kong is een Amsterdamse rockgroep, opgericht in 1988 door gitaristen Aldo Sprenger en Dirk de Vries, bassist Mark Drillich en drummer Rob Smits. Men speelt avant-gardemuziek met elementen uit heavy metal, elektronische en industriële muziek. Bijna alle muziek van Kong is instrumentaal met af en toe gesamplede en elektronisch bewerkte vocale elementen. Commercieel succes blijft uit, ondanks bescheiden pogingen tot promotie rond het nummer 'Stockhouse' in 1992.
De optredens van Kong trekken vooral ook de aandacht door de opstelling van de band: doordat de vier bandleden ieder in een aparte hoek van de zaal zijn opgesteld bereikt Kong een soort quadrofonisch effect.
In 2000 houdt Kong er voor onbepaalde tijd mee op en verdwijnt min of meer in de obscuriteit. Alleen de website van Kong blijft intact, het is de enige plaats waar nog materiaal van Kong te verkrijgen is.

## Heroprichting
In mei 2007 gaat bassist Mark Drillich via de website op zoek naar muzikanten waarmee hij Kong nieuw leven in kan blazen. Begin 2008 zijn er op de website demo-opnamen te vinden van Kong, bestaande uit Drillich, gitarist Tijs Keverkamp en drummer Mandy Hopman. In maart 2009 komt de cd 'What it Seems Is What You Get' uit en begint Kong ook weer sporadisch op te treden.

## Discografie
- Mute Poet Vocaliser (1990)
- Phlegm (1992)
- Konjunction (1993)
- Push Comes to Shove (1995)
- EARMINeD (1997)
- ƒREAKÇONTRØL (1999)
- 88•95 (2001)
- What It Seems Is What You Get (2009)
- Merchants of air (2012)
- Stern (2014)
- Phlegmatism (EP, 2020)